# Nila Håkedal
Nila Ann Håkedal Larsson (Kristiansand, 13 de junho de 1979) é uma jogadora de vôlei de praia norueguesa que disputou duas edições dos Jogos Olímpicos de Verão, a primeira em 2004 na Grécia e a outra em 2008 na China, e possui duas medalhas de bronze no Campeonato Europeu de Vôlei de Praia nos anos de 2006 e 2007, realizados nos Países Baixos e Espanha, respectivamente, além da medalha de prata obtida em 2008 na Alemanha.

## Carreira
A trajetória de Nila inicia-se aos 13 anos de idade quando praticava o voleibol de quadra (indoor), representou as categorias de base do Hånes Volleyballklubb, sendo convocada e atuando por dois anos na categoria juvenil da Seleção Norueguesa e um ano na categoria adulta, após esse tempo migrou para competir no vôlei de praia, por este mesmo clube formava dupla em 1995 com Ingrid Tørlen, juntas disputaram o Campeonato Europeu de Vôlei de Praia Sub-20 de 1997 sediado em Zagreb e conquistaram o quarto lugar.
No outono de 1999 mudou-se para cidade de Oslo, sendo contratada pelo Koll Volley onde passou a viver e mais tarde casou-se com Lars Erik Larsson.Durante a carreira de voleibolista conciliava com os estudos de idiomas na Universidade de Agder e Universidade de Oslo.
Em 2000 disputou o Campeonato Europeu de Vôlei de Praia Sub-23 em San Marino ao lado de Kristine Wiig e finalizaram na vigésima terceira colocação, também nesta jornada competiu ao lado de Lise Roald Hansen na Etapa Challenger& Satélite pelo Circuito Europeu de Vôlei de Praia em Siófok e finalizaram na vigésima quinta posição e juntas atuaram no Circuito Mundial de Vôlei de  Praia no mesmo ano, precisamente na Etapa Challenger de Xylokastro quando terminaram na vigésima quinta colocação.
Na temporada de 2001 disputou com Kristine Wiig o Campeonato Europeu de Vôlei de Praia Sub-23 em Esposende e finalizaram na nona posição e com Lise Roald Hansen  disputou os torneios do Circuito Mundial de Vôlei de Praia, e na Etapa Challenger de Xylokastro encerrou na vigésima quinta posição, além do quadragésimo primeiro lugar no Grand Slam de Marseille e no Aberto de Espinho.
Retomou a parceria com Ingrid Tørlen e disputaram os eventos do Circuito Mundial de Vôlei de Praia de 2003 e obtiveram a quinquagésima sétima posição no Aberto de Madrid, o quadragésimo primeiro posto no Aberto de Osaka, trigésimo terceiro lugar nos Abertos de Montreal, Mallorca e Vitória, vigésimo quinto lugar nos Abertos de Stavanger e Maoming, décimo sétimo lugar no Aberto de Rodes, ainda competiu ap lado de Celine Tryggestad quando alcançou o quinquagésimo sétimo lugar no Aberto de Gstaad.Ainda em 2002 disputou com Ingrid Tørlen a etapa da Basileia pelo Campeonato Europeu e finalizaram na décima terceira colocação, mesma colocação obtida na etapa de Alanya.
Compondo dupla com Ingrid Tørlen alcançou as nonas posições pelo Circuito Europeu de Vôlei de Praia de 2003 nas etapas de Retimno e  no Campeonato Europeu em Alanya; ainda competiram juntas na edição deste ano do Circuito Mundial de Vôlei de Praia, parceria que resultou nos postos obtidos no mesmo: quadragésimo primeiro lugar no Grand Slam de Marseille e nos Abertos de Rodes e Gstaad, trigésimo terceiro posto no Grand Slam de Berlim, vigésimo quinto lugar no Aberto de Stavanger e Grand Slam de Los Angeles, décimo sétimo no Aberto de Lianyungang, repetindo o mesmo posto na edição do Campeonato Mundial de Vôlei de Praia de 2003 realizado no Rio de Janeiro, nonas colocações no Grand Slam de Klagenfurt e os Abertos de Milão e Osaka.
E novamente ao lado de Ingrid Tørlen alcançou o quarto lugar na etapa de Roseto degli Abruzzi pelo Circuito Europeu de Vôlei de Praia de 2004, também o décimo quinto lugar no Campeonato Europeu de Timmendorfer Strand e o vice-campeonato na etapa de Valencia; também competiram no Circuito Mundial de Vôlei de Praia de 2004, terminando na vigésima quinta posição nos Grand Slams de Berlim, Marseille e Klagenfurt, e nos Abertos de Fortaleza, Rodes e Xangai, décima sétima posição nos Abertos de Gstaad e Mallorca, nona posição nos Abertos de Osaka, Milão e Rio de Janeiro, obtiveram ainda o quinto lugar no Aberto de Stavanger.Ainda em 2004 formou dupla com Ingrid Tørlen na edição dos Jogos Olímpicos de Verão de Atenas e finalizaram na décima nona posição.
Nas competições de 2005 esteve atuando novamente ao lado de Ingrid Tørlen conquistando pelo Circuito Europeu de Vôlei de Praia o quarto lugar na etapa de Alanya, mesmo posto alcançado na etapa de Valencia, além do bronze obtido na etapa de Lucerna obtiveram o sétimo lugar no Campeonato Europeu realizado na cidade de Moscou, já pelo Circuito Mundial deste ano finalizaram na vigésima quinta posição no Grand Slam de Paris e no Aberto de Bali, na décima sétima posição nos Abertos de Xangai e Salvador, o mesmo ocorrendo na edição do Campeonato Mundial de Vôlei de Praia de 2005 sediado em Berlim, obtiveram ainda os décimos terceiros lugares nos Abertos de Osaka e Milão, também no Grand Slam de Stavanger, além dos nonos lugares nos Abertos de Espinho e Gstaad, sétimos postos no Grand Slam de Klagenfurt e Abertos de Atenas e Acapulco, tendo o quinto lugar no Aberto de Cidade do Cabo como melhor resultado do referido circuito.
No calendário esportivo de 2006 continuou com Ingrid Tørlen nas competições, alcançando pelo Circuito Europeu de Vôlei de Praia o vice-campeonato na etapa de Alanya (Másters da Turquia), quarto lugar na etapa de Moscou (Másters da Rússia), também na conquista do vice-campeonato na etapa de Lucerna (Másters da Suíça) e alcançaram a medalha de bronze no Campeonato Europeu de Haia.
Pelo Circuito Mundial de Vôlei de Praia de 2006 continuou ao lado de Ingrid Tørlen  e juntas finalizaram nas décimas sétimas posições no Aberto de Atenas e Grand Slam de Gstaad, décimas terceiras colocações nos Abertos de Modena e Xangai, nonos lugares no Aberto de Montreal e nos Grand Slams de Stavanger, Paris e Klagenfurt, sétimos lugares nos Abertos de São Petersburgo e Porto Santo, quintas colocadas nos Aberto de Warsaw e Vitória, conquistando o quarto lugar no Aberto de Phuket e o bronze no Aberto de Acapulco.
No Circuito Europeu de Vôlei de Praia de 2007 ratificou sua formação de dupla com Ingrid Tørlen, juntas conquistaram o vice-campeonato na etapa de Sankt Pölten (Másters da Áustria), quinta colocadas na etapa de Lucerna, novamente alcançaram o bronze no Campeonato Europeu de Valencia.
Ainda em 2007 e com Ingrid Tørlen conquistou os seguintes resultados pelo Circuito Mundial de Vôlei de Praia deste ano: vigésimo quinto lugar nos Abertos de Seul e Espinho, assim como no Grand Slam de Stavanger, também finalizaram na décima sétima posição no Grand Slam de Paris e na edição do Campeonato Mundial de Vôlei de Praia de 2007 realizado em Gstaad, nonas posições no Grand Slam de Berlim e Aberto de Aland, sétima colocação no Aberto de São Petersburgo, quintas posições nos Abertos de Sentosa (Singapura) e Kristiansand e obtiveram a medalha de prata no Aberto de Xangai.
No Circuito Europeu de Vôlei de Praia de 2008 (Másters) atuou novamente com Ingrid Tørlen e alcançaram a décima terceira colocação na etapa de Gran Canaria, quinta posição na etapa de Sankt Pölten, terceiro lugar em Lucerna e medalha de prata no Campeonato Europeu sediado em Hamburgo.
Pela sétima temporada consecutiva atuou com Ingrid Tørlen no Circuito Mundial de Vôlei de Praia de 2008, obtendo o vigésimo quinto lugar no Grand Slam de Berlim, décimo sétimo posto nos Abertos de Xangai e Stare Jablonki, também nos Grand Slams de Paris e Gstaad, além do décimo terceiro lugar no Aberto de Barcelona,  conquistaram os nonos lugares nos Grand Slam de Moscou e Klagenfurt, o quinto lugar no Grand Slam de Stavanger, o terceiro lugar no Aberto de Myslowice e o vice-campeonato no Aberto de Kristiansand, ainda nesta jornada disputou sua segunda edição consecutiva dos Jogos Olímpicos de Verão, estes realizados em Pequim, ocasião que finalizaram na nona posição.
Formando dupla novamente com Ingrid Tørlen disputou os torneios do Circuito Europeu de Vôlei de Praia de 2009, e neste alcançaram o nono lugar na etapa de Grand Canaria, sétimo lugar na etapa de Baden, quarto lugar em Berlim, quinta posição em Blackpool e o nono lugar no Campeonato Europeu realizado em Sochi.
Na edição do Circuito Mundial de Vôlei de Praia de 2009 continuou competindo com Ingrid Tørlen e conquistara o vigésimo quinto lugar no Aberto de Phuket, décimo sétimo lugar no Aberto de Brasília, Campeonato Mundial de Vôlei de Praia de 2009 realizado em Stavanger e também no Grand Slam de Klagenfurt, além nos nonos lugares nos Grand Slams de Gstaad e Moscou, mesmo feito obtido no Aberto de Stare Jablonki, e obtiveram ainda o sétimo lugar no Aberto de Haia, o quinto lugar no Aberto de Seul e tendo como melhor resultado no circuito o quarto lugar no Aberto de Kristiansand.

## Títulos e resultados
- Aberto de Kristiansand do Circuito Mundial de Vôlei de Praia:2008[6]
- Aberto de Xangai do Circuito Mundial de Vôlei de Praia:2007[6]
- Aberto de Myslowice do Circuito Mundial de Vôlei de Praia:2008[6]
- Aberto de Acapulco do Circuito Mundial de Vôlei de Praia:2006[6]
- Aberto de Kristiansand do Circuito Mundial de Vôlei de Praia:2009[6]
- Aberto de Phuket do Circuito Mundial de Vôlei de Praia:2006[6]
- Etapa de Sankt Pölten do Circuito Europeu de Vôlei de Praia:2007[24]
- Etapa de Lucerna do Circuito Europeu de Vôlei de Praia:2006[22]
- Etapa de Alanya do Circuito Europeu de Vôlei de Praia:2006[20]
- Etapa de Valencia do Circuito Europeu de Vôlei de Praia:2004[14]
- Etapa de Lucerna do Circuito Europeu de Vôlei de Praia:2008[29]
- Etapa de Lucerna do Circuito Europeu de Vôlei de Praia:2005[18]
- Etapa de Berlim do Circuito Europeu de Vôlei de Praia:2009[34]
- Etapa de Moscou do Circuito Europeu de Vôlei de Praia:2006[21]
- Etapa de Valencia do Circuito Europeu de Vôlei de Praia:2005[17]
- Etapa de Alanya do Circuito Europeu de Vôlei de Praia:2005[16]
- Etapa de Roseto degli Abruzzi do Circuito Europeu de Vôlei de Praia:2004[12]
- Campeonato Europeu de Vôlei de Praia Juvenil:1997[3]